# Pilea abbreviata
Pilea abbreviata är en nässelväxtart som beskrevs av Ignatz Urban och Ekman. Pilea abbreviata ingår i släktet pileor, och familjen nässelväxter. Inga underarter finns listade i Catalogue of Life.